# Enicospilus leoni
Enicospilus leoni är en stekelart som beskrevs av Ian D. Gauld 1988. Enicospilus leoni ingår i släktet Enicospilus och familjen brokparasitsteklar. Inga underarter finns listade i Catalogue of Life.